# Nossa Senhora do Cabo
Die Kirche Nossa Senhora do Cabo auf der Halbinsel Ilha do Cabo in Luanda ist die älteste Kirche von Angola.

## Geschichte
Die ersten 40 portugiesischen Händler, die sich bereits 1575 auf der Halbinsel ansiedelten, bauten gleich nach ihrer Ankunft eine kleine Kapelle aus Ästen und mit Strohdach an einer Bucht, in der sie ihre Messen abhielten. Sie wurde Nossa Senhora da Imaculada Conceição genannt und an der Stelle errichtet, wo der portugiesische Entdecker Paulo Dias de Novais am 11. Februar 1575 an Land gegangen war. Nach der Besetzung Luandas durch die Holländer (1641–1648) und der Rückkehr der Portugiesen wurde die Kirche zwischen 1648 und 1669 restauriert und erweitert. Nach Beendigung der Arbeiten wurde sie der „Jungfrau Maria am Kap“ gewidmet. Sie wurde in den Farben Weiß und Blau gehalten, die an das sie umgebende Meer erinnern. Die Architektur ähnelt der anderer von den Portugiesen in Bombay errichteten Kirchen. Im Jahr 1854 wurde sie zu einer Pfarrei erhoben. In den folgenden Jahren verfiel sie jedoch zunehmend. Ihre Rekonstruktion erfolgte 1870. Am 25. Mai 1945 wurde sie vom Nationalen Institut für Kulturerbe zu einem Gebäude von öffentlichem Interesse erklärt.
Nach dem Bau einer Mauer an einem nahegelegenen Marinestützpunkt kam es seit 2012 bei lang anhaltendem Regen mehrmals zu Überschwemmungen in der Kirche, die nur 2 m über dem Meeresspiegel errichtet wurde. Dabei wurden auch die Kirchenbänke überflutet. Erst nachdem der Pfarrer im Jahr 2018 ein Video der Überflutung gedreht und im Internet veröffentlicht hatte, besuchten ihn kurz darauf der Gouverneur von Luanda sowie die Kulturministerin von Angola und boten ihre Unterstützung an.
Am 17. April 2021 wurde sie offiziell zum Nationalen Kulturerbe erklärt und vom Minister für Kultur und Tourismus mit einer Identifikationsplakette versehen.